# 科亞什斯科耶湖
45°2′42″N 36°11′15″E / 45.04500°N 36.18750°E

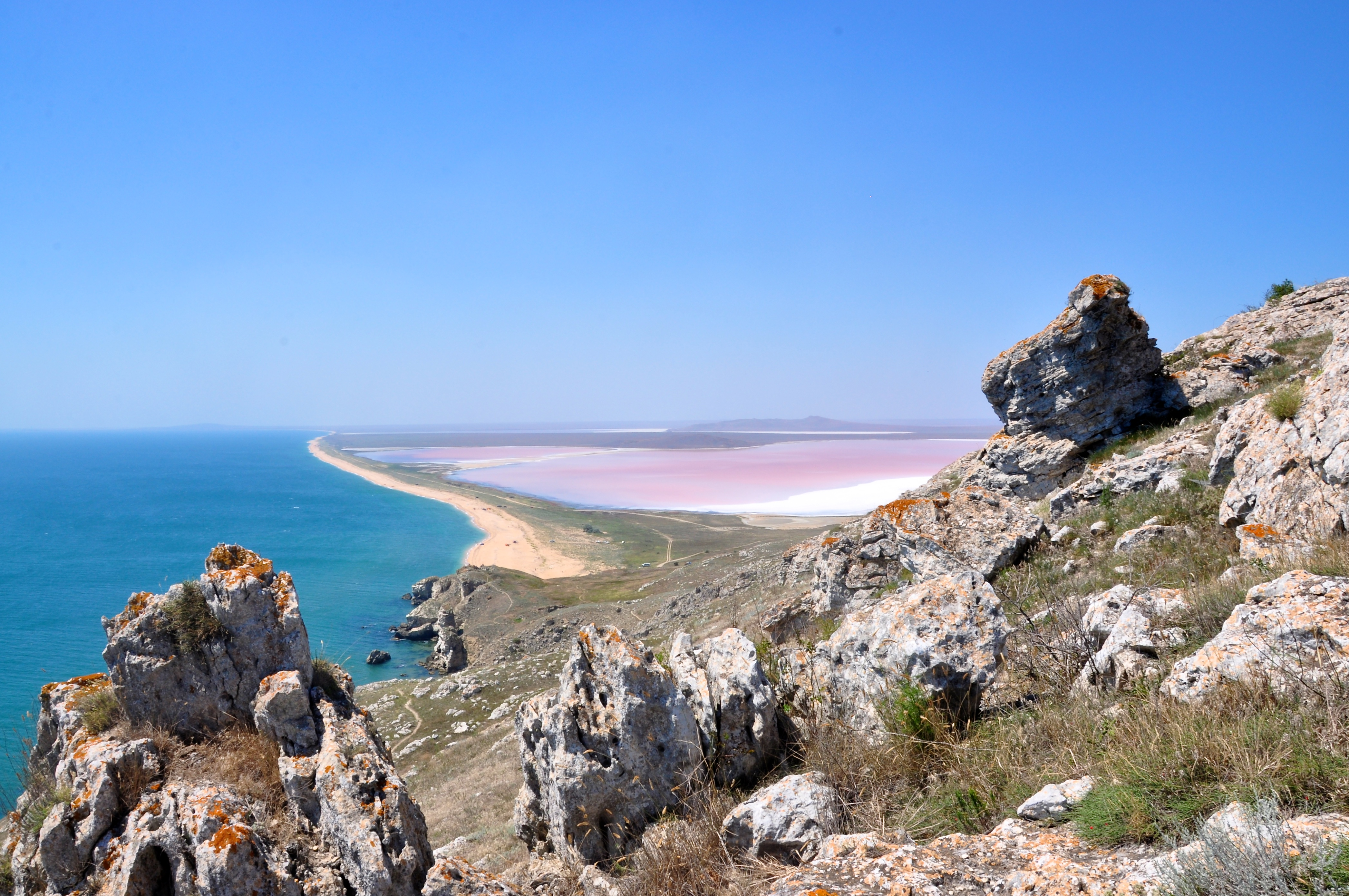

科亞什斯科耶湖（俄语：Кояшское），是克里米亞的湖泊，長3.84公里、寬2.81公里，面積5.01平方公里，集水區面積23平方公里，湖岸線長度10公里，平均水深0.75米，最大水深1米。